# Danny Higginbotham
Daniel John "Danny" Higginbotham (Manchester, 29 de dezembro de 1978) é um ex-futebolista inglês que atuava como zagueiro. Escolheu a Seleção de Gibraltar para representar a partir de 2013.

## Carreira
Revelado no Manchester United, Higginbotham foi promovido ao elenco principal dos Red Devils em 1997. Até 2000, defendeu a equipe em apenas 4 jogos. Para ganhar maior experiência, o United emprestou o atleta ao Royal Antwerp em 1998, tendo atuado em 29 partidas e marcado três gols em sua passagem pela equipe belga. No Antwerp, o jogador foi suspenso por quatro meses após atacar um árbitro.
Voltou ao United em 2000, mas não constava nos planos de Alex Ferguson para o restante da temporada. O Derby County investiu 2 milhões de libras para contratar Higginbotham, que permaneceu no clube até 2003. Neste ano, o Southampton foi o novo destino do jogador, que atuaria pelos Saints até 2006, com 94 jogos e quatro gols marcados.

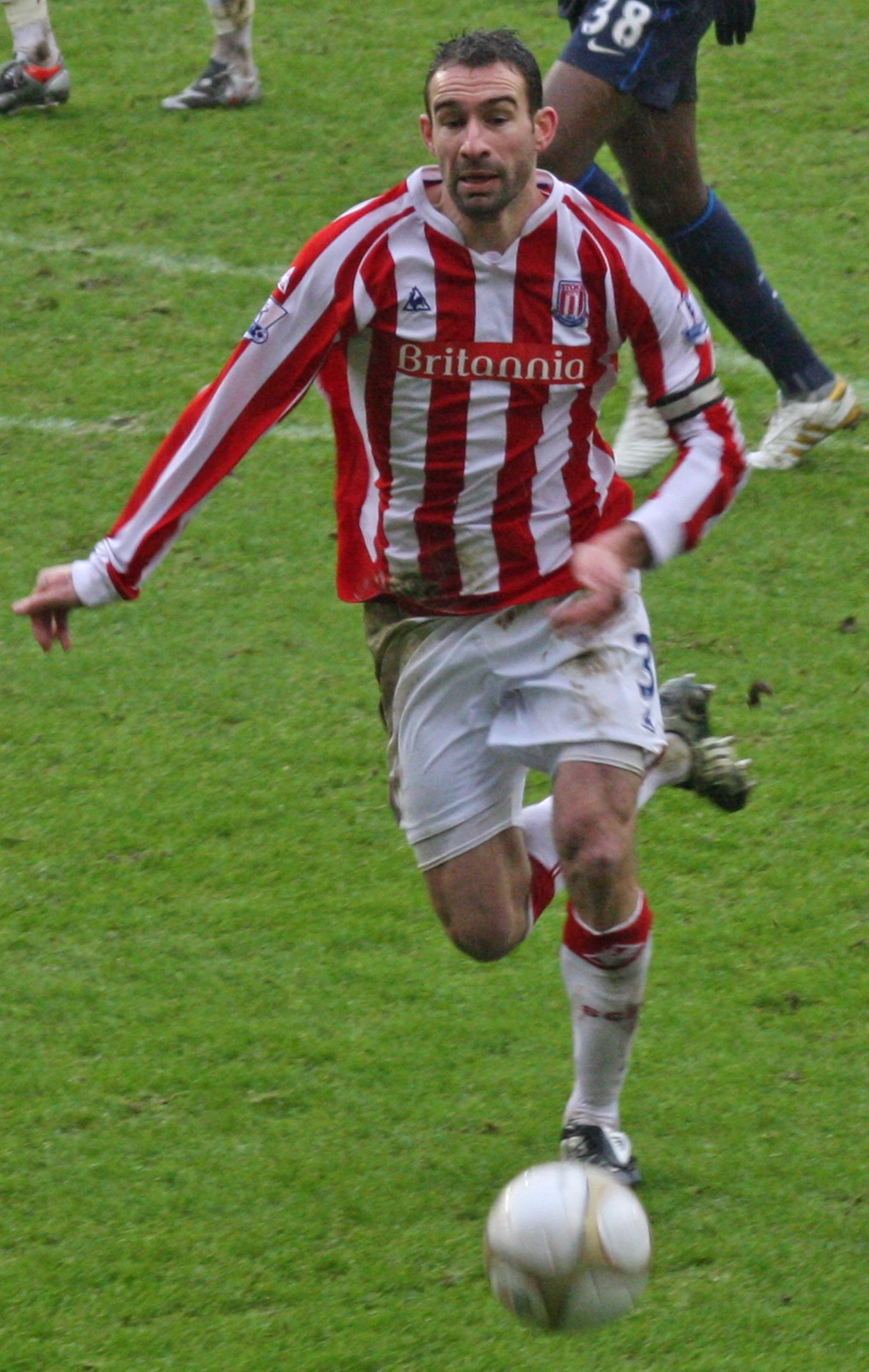
Higginbotham durante jogo da FA Cup entre Stoke e Arsenal, em janeiro de 2010.

Higginbotham atuou ainda por Stoke City e Sunderland antes de regressar ao Stoke em 2008, onde jogaria durante seis temporadas (2008-13), sendo emprestado a Nottingham Forest e Ipswich Town.
Em 2013, assinou com o Sheffield United, atuando em 13 jogos. Sete meses depois, foi contratado pelo Chester, onde também teve curta passagem. Ao ser contratado pelo Altrincham, Higginbotham realizava um sonho pessoal: na infância, ele era torcedor da equipe e não escondia o desejo de atuar por lá. Porém, após defender os Robins em apenas dois jogos, o jogador surpreendeu ao confirmar sua aposentadoria em janeiro de 2014, as 35 anos.

## Seleção
Embora seja inglês de nascimento, Higginbotham era selecionável para defender Gibraltar, uma vez que sua avó materna era natural do território situado no extremo-sul da Espanha, mas que pertence à Grã-Bretanha. Uma curiosidade é que Allen Bula, ex-técnico da seleção gibraltina, é seu tio.
No total, foram três partidas pelo selecionado, por onde fez sua estreia em novembro de 2013, num amistoso frente à Eslováquia.

## Links
- Estatísticas da carreira no Soccerbase